# لاکن
لاکن (Laeken) یک منطقه مسکونی در شمال غربی حومه شهر بروکسل، بلژیک است. این منطقه دارای ۹٫۲۵ کیلومتر مربع مساحت و  ۶۰٬۲۹۵ نفر جمعیت در سال ۲۰۱۵ بوده است.

## نگارخانه

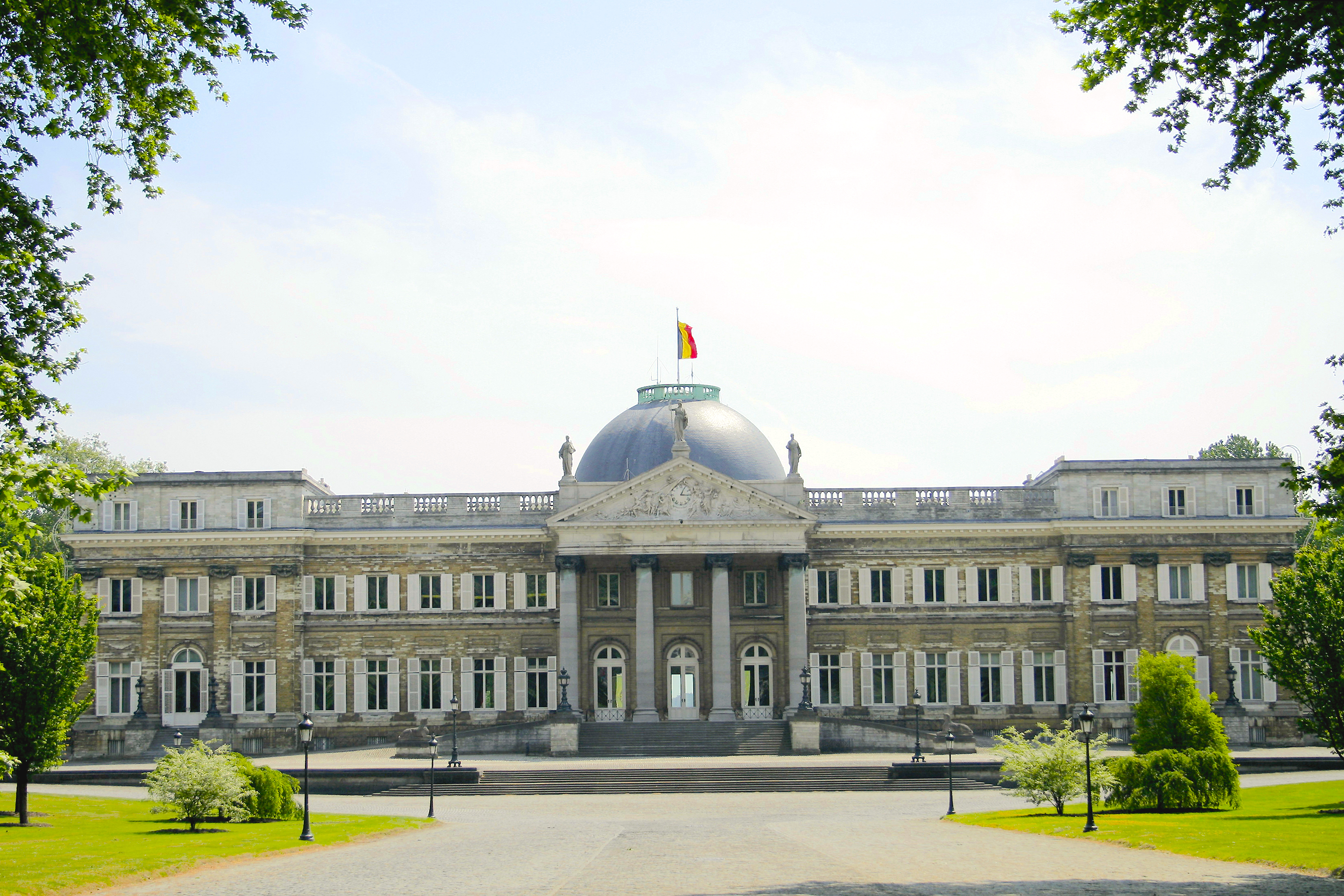
کاخ لاکن
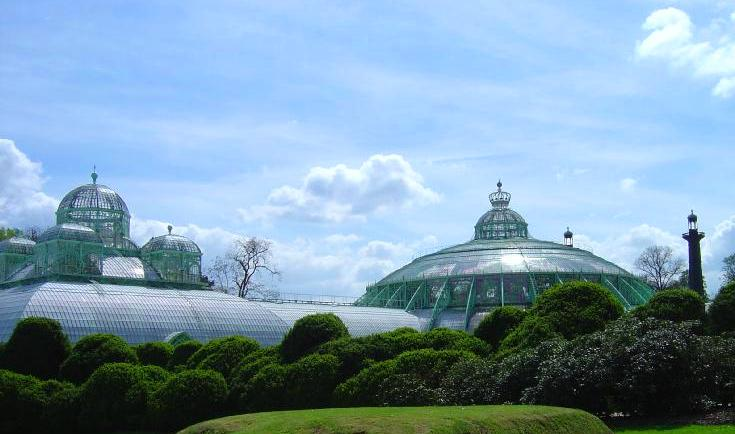
گلخانه‌های سلطنتی لاکن
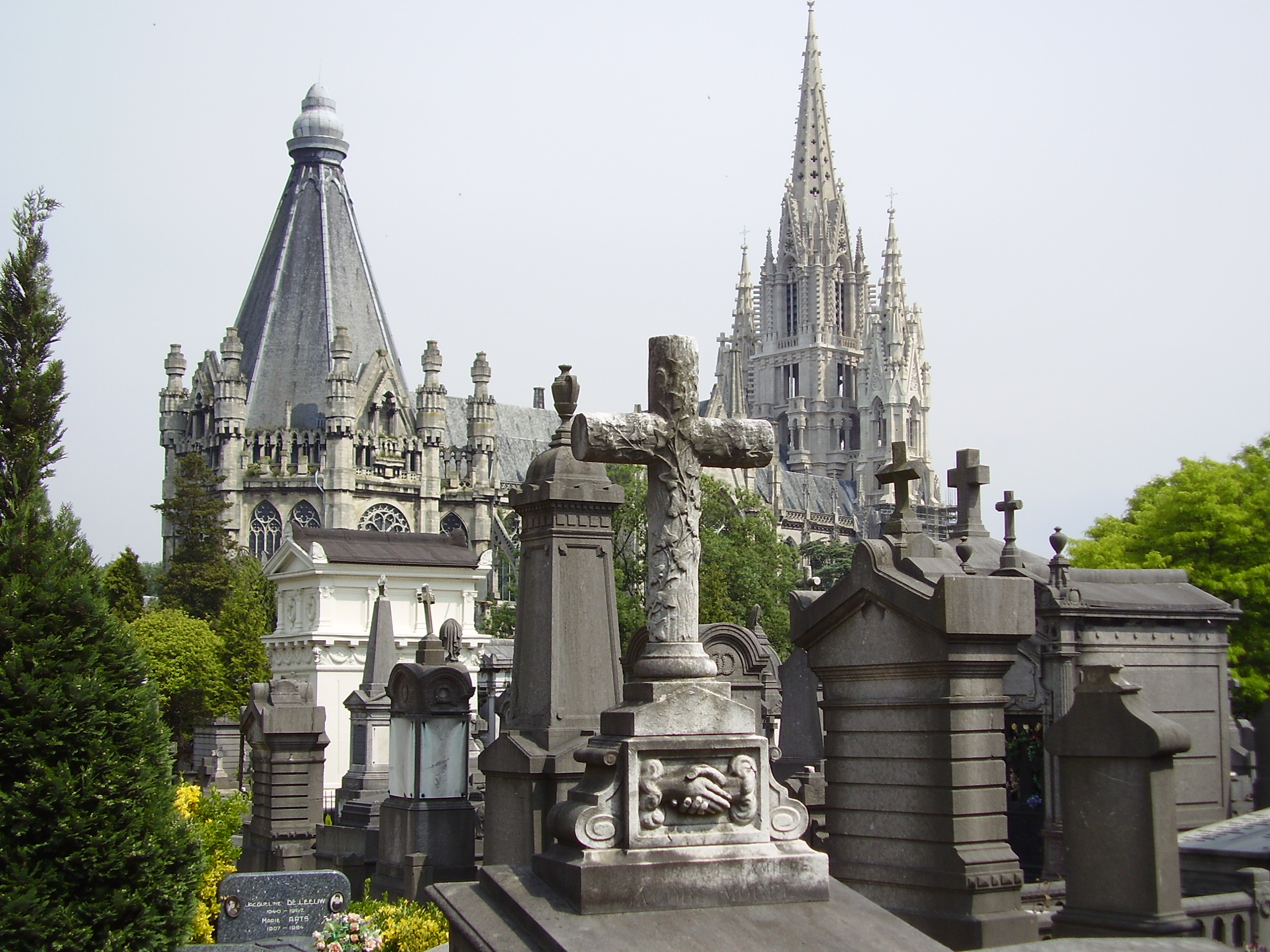
گورستان لاکن